# Werner Hartenstein (Marineoffizier)
Werner Hartenstein (* 27. Februar 1908 in Plauen, Vogtland; † 8. März 1943 im Atlantik, östlich von Barbados) war ein deutscher Marineoffizier, zuletzt Korvettenkapitän und Kommandant des U-Bootes U 156 im Zweiten Weltkrieg. Bekannt wurde er durch den Laconia-Zwischenfall.

## Militärische Laufbahn
Feindfahrten
U 156
- 24. Dezember 1941 bis 10. Januar 1942
- 19. Januar bis 17. März 1942
(5 Schiffe mit 22.723 BRT versenkt)
- 22. April bis 7. Juli 1942
(12 Schiffe mit 44.102 BRT versenkt)
- 20. August bis 16. November 1942
(3 Schiffe mit 30.381 BRT versenkt)
- 16. Januar bis 8. März 1943

Beförderungen
- Fähnrich zur See am 1. Januar 1930
- Oberfähnrich zur See am 1. April 1932
- Leutnant zur See am 1. Oktober 1932
- Oberleutnant zur See am 1. September 1934
- Kapitänleutnant am 1. Juni 1937
- Korvettenkapitän am 1. Juni 1942

### Ausbildung
Hartenstein trat am 1. April 1928 in die Reichsmarine (Crew 1928) ein und absolvierte seine infanteristische Grundausbildung bis Ende Juni 1928 bei der II. Abteilung der Schiffsstammdivision der Ostsee in Stralsund. Noch im selben Jahr wurde er Mitglied des Corps Hasso-Borussia Freiburg. Nach seiner Grundausbildung begann Hartenstein eine praktische Bordausbildung, die er von Juli bis Mitte Oktober 1928 auf dem Segelschulschiff Niobe und vom 16. Oktober 1928 bis 3. Januar 1930 dem Leichten Kreuzer Emden absolvierte. Hier wurde er am 11. Oktober 1928 zum Seekadetten und am 1. Januar 1930 zum Fähnrich zur See ernannt. Vom 4. Januar 1930 bis Anfang April 1930 stand Hartenstein bei seiner Schiffsstammdivision zunächst „zur Verfügung“, bevor er am 4. April 1930 den Hauptlehrgang für Fähnriche an der Marineschule Mürwik aufnehmen konnte. Hier absolvierte Hartenstein seine beiden Navigationsbelehrungsfahrten auf dem Vermessungsschiff Meteor. Ende März 1931 schloss er seinen Hauptlehrgang ab und besuchte anschließend bis September 1931 mehrere Waffenlehrgänge für Fähnriche. Im Anschluss daran nahm Hartenstein seine praktische Bordausbildung wieder auf, die er am 24. Oktober 1932 auf dem Leichten Kreuzer Köln beendete. Dabei wurde er am 1. April 1932 zum Oberfähnrich zur See und am 1. Oktober 1932 zum Leutnant zur See befördert. Nach einem abschließenden Flak-Waffenlehrgang an der Küstenartillerieschule in Wilhelmshaven wurde Hartenstein am 16. November 1932 dem Stammpersonal der Köln zugeteilt.

### Weitere Verwendung
Auf der Köln diente Hartenstein bis zum 23. September 1934, zuletzt als Divisionsleutnant. Am 1. September 1934 wurde er zum Oberleutnant zur See befördert. Danach war Hartenstein bis Ende September 1935 Kompanieoffizier in der II. Marine-Abteilung. Während dieser Zeit besuchte er einen Flak-Leiter-Lehrgang. Am 30. September 1935 wurde Hartenstein Lehrer an der Küstenartillerieschule in Wilhelmshaven. Anfang Juni 1936 wechselte er, in gleicher Funktion, zur Schiffsartillerieschule nach Kiel-Wik. Am 30. September 1936 wurde Hartenstein I. Wachoffizier auf dem Torpedoboot Greif in der 4. Torpedobootsflottille. Am 1. Juni 1937 erfolgte seine Beförderung zum Kapitänleutnant. Vom 14. bis 19. November 1938 absolvierte er einen Sportlehrgang an der Marineschule Mürwik. Am 20. November 1938 wurde er zum Kommandanten des Torpedobootes Seeadler in der 6. Torpedobootsflottille ernannt, welches er bis Oktober 1939 führte. Mit diesem Boot nahm er im Rahmen des Spanischen Bürgerkrieges an Sicherungsfahrten in spanischen Hoheitsgewässern teil, wofür ihm am 6. Juni 1939 das Spanienkreuz in Bronze verliehen wurde.

### Zweiter Weltkrieg

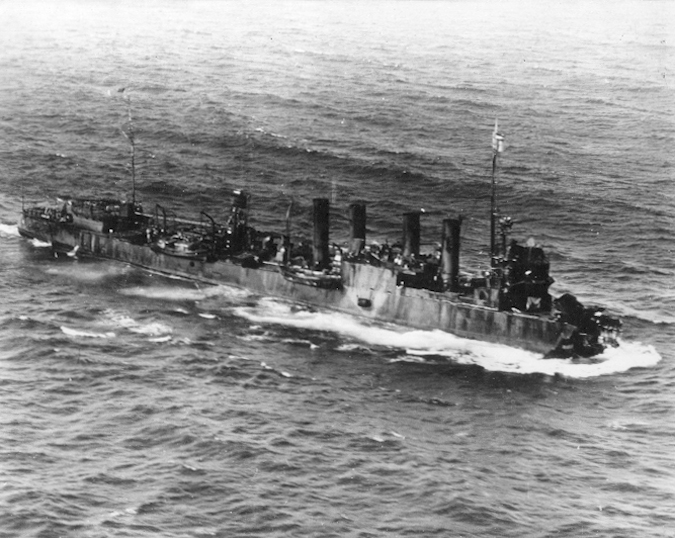
Ohne Bug erreicht die von U 156 torpedierte Blakeley den Hafen.

Im Oktober 1939 wurde Hartenstein zum Kommandanten des Torpedobootes Jaguar ernannt, das er bis zum 30. März 1941 befehligte – unter anderem auch bei der Eingliederung des Memellandes in das Deutsche Reich. Während dieser Zeit fungierte er von Mai bis Januar 1941 zugleich als Chef (m.d.W.d.G.b.) der 6. Torpedobootsflottille.
Am 31. März 1941 wechselte Hartenstein zur U-Boot-Waffe. Er absolvierte bis zum 2. Juni 1941 einen U-Lehrgang bei der 1. U-Lehr-Division und besuchte anschließend mehrere U-Lehrgänge. Am 12. August 1941 erfolgte seine Delegierung zur Baubelehrung für das im Bau befindliche U 156, zu dessen Kommandanten er am 4. September 1941 ernannt wurde. Dieses Boot führte Hartenstein, der am 1. Juni 1942 zum Korvettenkapitän befördert worden war, bis zum 8. März 1943 auf insgesamt fünf Feindfahrten, auf denen er 20 Schiffe mit 97.206 BRT (darunter 1 Truppentransporter), versenkte und vier Schiffe mit 20.001 BRT (darunter einen Zerstörer) beschädigte. Zu seinen bekanntesten Aktionen auf diesem Boot zählt neben der Versenkung der Laconia (s. u.) die Beteiligung am Angriff auf Aruba im Februar 1942.
Am 8. März 1943 wurde U 156 östlich von Barbados von einer amerikanischen Catalina P-1 (Lt. E. Dryden) auf Position 12°38′Nord/54°39′West versenkt. Es gab keine Überlebenden.

#### Laconia-Zwischenfall

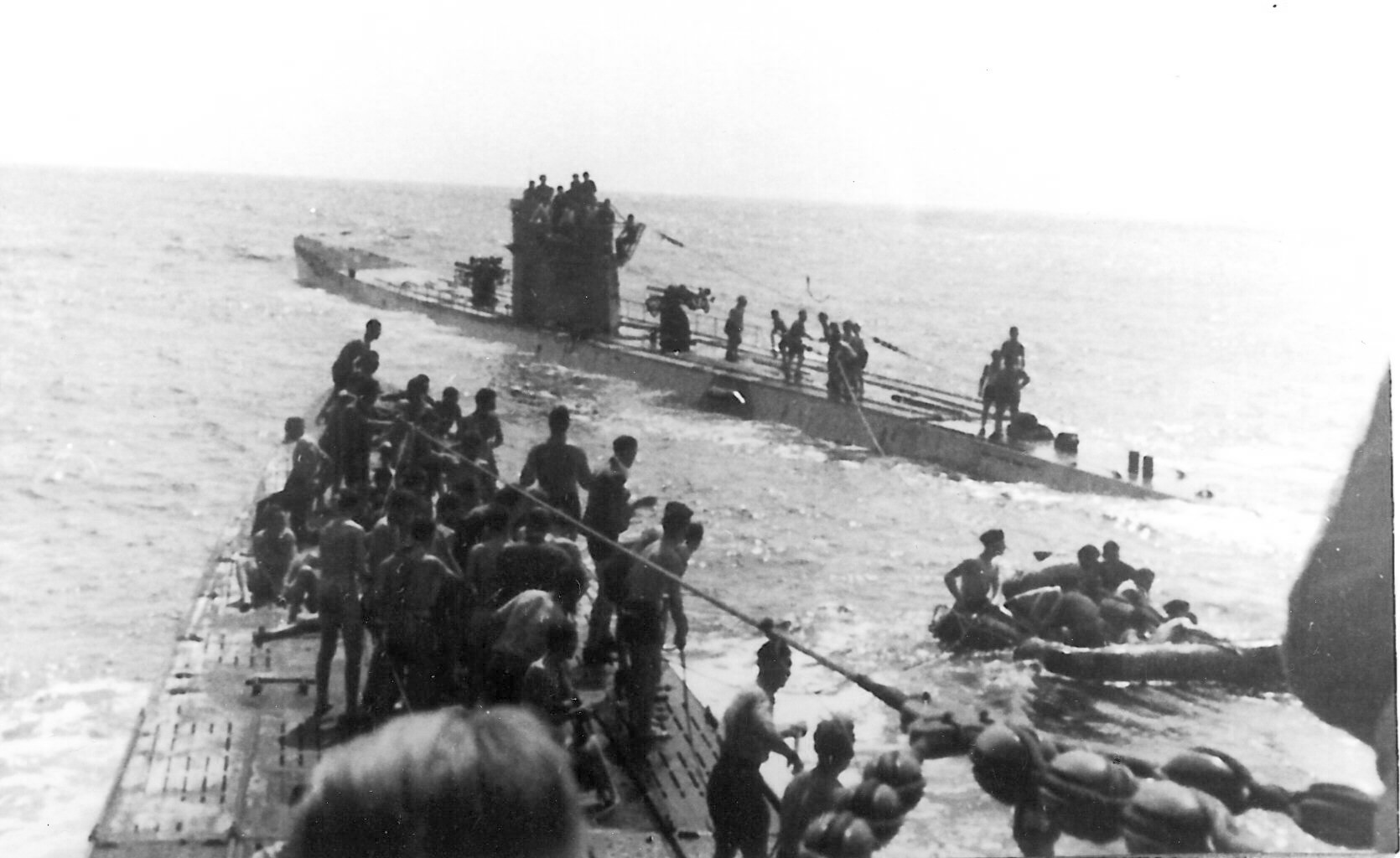
U 156 (Vordergrund) mit Überlebenden der Laconia auf dem Vorschiff, vor dem Bug U 506 unter ihrem Kommandanten Kapitänleutnant Erich Würdemann

Hartensteins spektakulärste Aktion war der am 12. September 1942 vor Westafrika durchgeführte Angriff auf den 19.695 BRT großen britischen Truppentransporter Laconia. Auf dem Schiff befanden sich zu diesem Zeitpunkt ca. 2741 Personen, darunter 1809 italienische Kriegsgefangene. Nach dem Untergang des Schiffes kam es zu einer dramatischen Rettungsaktion, an der auch U 506 und U 507 beteiligt waren. Hartensteins Boot hatte zahlreiche Rettungsboote mit Schiffbrüchigen im Schlepp und weitere an Bord, als es am 16. September 1942 von amerikanischen Kampfflugzeugen bombardiert und schwer beschädigt wurde. Zwar hatte das Boot während der Rettungsaktion deutlich sichtbare Rotkreuz-Flaggen aufgesteckt, was jedoch keinen Schutz im Sinne der Haager Konventionen bedeutete. Hier war festgelegt, dass Lazarettschiffe der gegnerischen Partei bekannt gemacht werden und weiß mit einem roten Kreuz gestrichen sein mussten; darüber hinaus durften sie zu keinen anderen Zwecken mehr verwendet werden. Dennoch war die amerikanische Reaktion von großer Härte geprägt, wobei die Nähe des strategisch wichtigen Stützpunktes Ascension ebenso eine Rolle gespielt haben dürfte wie die Vermutung, dass es Hartenstein vor allem um die Bergung der italienischen Kriegsgefangenen ging. Mehrere Schiffbrüchige des Truppentransporters fanden durch das Bombardement den Tod. Die Stellungnahme des Befehlshabers der U-Boote (BdU) zu dieser Unternehmung lautete:

„Gut durchgeführte Unternehmung. Der Kommandant befand sich bei der Rettungsaktion der LACONIA-Schiffbrüchigen in einer schwierigen Lage. Falsch war die Annahme des „Stillschweigenden Waffenstillstandes“. Sie hätte beinahe zum Verlust des Bootes geführt. Da es von der Führung aber unterlassen wurde, den Stand und Ablehnung der Neutralisation zu übermitteln, handelte er im besten Glauben. Der Vorfall ist ein erneuter Beweis, wie nachteilig sich menschliche Empfindungen gegenüber einem solchen Gegner auswirken können. Die Sicherheit des eigenen Bootes muß stets voll gewahrt bleiben.“

Im Zusammenhang mit diesem Ereignis erließ Karl Dönitz am 17. September 1942 den sogenannten Laconia-Befehl, mit dem ähnliche Aktionen für die Zukunft verboten wurden, um die Sicherheit der U-Boote zu gewährleisten.

## Rezeption
Am 23. November 2002 wurde von insgesamt 14 Deutschen, Briten und Israelis die International Submarine Connection U-156 Plauen (ISCP) gegründet, die sich im Gedenken an Werner Hartenstein und seine Besatzung dem Ziel der Völkerverständigung zwischen den früheren Seekriegsgegnern verschrieben hat. Der Präsident der Vereinigung, Capt. David Jones, hatte als Überlebender des von Hartenstein torpedierten Schiffes Quebec City diesen noch persönlich kennengelernt und sich beeindruckt gezeigt von dessen Persönlichkeit. Für seinen Beitrag zur Völkerversöhnung wurde er von Königin Elizabeth II. mit der British Empire Medal ausgezeichnet. Über seine Begegnung mit Hartenstein sagte er:

„I saw the gold Knight Grand Cross at his throat and it was obvious he was a disciplinarian who had perfect control of his crew.
But when he spoke, in perfect English, it was in a very gentle manner. He was sorry he had to blow up our ship, sorry we had to meet in such circumstances. I liked the man. I liked his approach.“

„Ich sah das goldene [sic] Ritterkreuz an seinem Hals, und es war offensichtlich, dass er eine Autorität war, der seine Mannschaft perfekt im Griff hatte.
Aber wenn er sprach, in perfektem Englisch, klang das freundlich. Es tat ihm leid, dass er unser Schiff in die Luft jagen musste, dass wir uns unter solchen Umständen treffen mussten. Ich mochte den Mann. Ich mochte seine Art.“

Nach einigem – auch politisch motiviertem – Tauziehen über ein ehrendes Gedenken erlaubte die lutherische Pauluskirche in Plauen, deren Gemeindemitglied Hartenstein gewesen war, die Anbringung einer zweisprachigen Ehrentafel im Vorraum des Kirchenschiffs. Sie wurde anlässlich des 70. Jahrestages des Laconia-Zwischenfalls von britischen Überlebenden gestiftet und war seither immer wieder Ort für Gedenkveranstaltungen.

„Hartenstein war der Beweis, dass in einem unmenschlichen Krieg die Menschlichkeit nicht zwingend auf der Strecke blieb.“

## Verfilmung
Unter dem Titel Laconia strahlten die ARD und der ORF am 2. und 3. November 2011 das deutsch-britische TV-Drama von 2011 um die Versenkung des Truppentransporters RMS Laconia aus. Werner Hartenstein wird hier von dem deutschen Schauspieler Ken Duken gespielt.

## Auszeichnungen
- Spanienkreuz in Bronze am 6. Juni 1939
- Medaille zur Erinnerung an die Heimkehr des Memellandes am 26. Oktober 1939
- Eisernes Kreuz (1939) II. und I. Klasse am 16. November 1939 bzw. 27. April 1940
- Medaille zur Erinnerung an den 1. Oktober 1938 am 6. November 1940
- Zerstörer-Kriegsabzeichen am 24. Dezember 1940
- Deutsches Kreuz in Gold am 2. Februar 1942[10]
- U-Boot-Kriegsabzeichen (1939) am 17. März 1942
- Nennung im Wehrmachtbericht am 6. Juni 1942
- Ritterkreuz des Eisernen Kreuzes am 17. September 1942[10]